# شعاع شوارتزشیلد

شعاع شوارتزشیلد

شعاع شوارتزشیلد شعاعی است که بر طبق معادلات متریک برای سیاهچاله‌ها تعیین می‌شود. شعاع شوارتزشیلد (به انگلیسی: Schwarzschild radius) نام شعاعی در فیزیک است که تمام اجسام با هر جرمی که در آن وارد می‌شوند در یک جا جمع می‌شوند که به آن نقطه تکینگی (Gravitational singularity) گفته می‌شود و به منطقه‌ای با شعاع شوارتزشیلد افق رویداد گفته می‌شود.

## پیشینه
در سال ۱۹۱۶ (میلادی)، ستاره‌شناس آلمانی کارل شوارتزشیلد پاسخی برای نظریه نسبیت عام انشتین یافت که نشانگر یک سیاهچاله کروی بود. او نشان داد که اگر جرم یک ستاره در ناحیه به اندازه کافی کوچک متمرکز شود، میدان گرانشی در سطح ستاره چنان قوی می‌شود که حتی نور توان گریز از آن را ندارد. همان چیزی است که هم‌اکنون سیاهچاله می‌نامیم، ناحیه‌ای از فضازمان که به افق رویداد محدود شده‌است و امکان ندارد از آن، چیزی از جمله نور به ناظری دوردست برسد.
مدت‌ها غالب فیزیکدان‌ها که انیشتین نیز در میانشان بود، تردید داشتند که آیا چنین پیکربندی غیرعادی ماده، می‌تواند در جهان واقعی روی دهد؟ اما بعدها روشن شد که هرگاه ستاره ناچرخان به اندازه کافی سنگینی، هر اندازه که شکل و ساختار درونیش پیچیده باشد، سوخت هسته‌ای خود را به پایان رساند، به ناچار فرو خواهد پاشید و سیاهچاله کاملاً کروی شوارتزشیلد زاده خواهد شد.

## معادله
بر طبق متریک شوارتزشیلد هرگاه یک جسم شعاعش از شعاع شوارتزشیلد خودش کمتر شود به یک سیاهچاله تبدیل شده‌است. یعنی اجسام دیگر پیش از رسیدن به سطح جسم در شعاع شوارتزشیلد گرفتار جاذبهٔ خیلی شدیدی می‌شوند؛ ولی اگر شعاع شوارتزشیلد درون جسم قرار بگیرد یعنی کوچک‌تر از شعاع آن باشد، آن جسم خواص سیاهچاله را ندارد. شعاع شوارتزشیلد از رابطهٔ زیر به دست می‌آید:
{\displaystyle r_{s}={\frac {2Gm}{c^{2}}},}
که در آن:
{\displaystyle r_{s}} شعاع شوارتزشیلد،
{\displaystyle G} ثابت گرانش،
{\displaystyle m} جرم جسم مورد نظر و
{\displaystyle c} سرعت نور است.
مقدار ثابت ‎ {\displaystyle 2G/c^{2}} ‏ را می‌توان به ‎ ۱٫۴۸×۱۰−۲۷ m/kg ‏تقریب زد.
می‌توان نشان داد که یک جسم با هر چگالی، اگر به اندازهٔ کافی بزرگ باشد می‌تواند در شعاع شوارتزشیلد خود فرو رود، یعنی:
{\displaystyle V_{s}\propto \rho ^{-1.5}}
که در آن
{\displaystyle V_{s}} حجم جسم مورد نظر و
{\displaystyle \rho } چگالی آن است.
برای مثال شعاع خورشید تقریباً ۷۰۰٬۰۰۰ کیلومتر است، در حالی که شعاع شوارتزشیلد آن فقط ۲٬۹۶۴ متر است؛ یعنی اگر شعاع خورشید کمتر از ۳ کیلومتر شود آنگاه خورشید یک سیاهچاله است.

#### حل شواترزشیلد خورشید
جرم خورشید : {\displaystyle m=2\times 10^{30}kg}
جایگذاری در فرمول :
{\displaystyle {r_{s}={\frac {2GM}{c^{2}}}}={\frac {2\times (6.67\times 10^{-11})\times (2\times 10^{30})}{(3\times 10^{8})^{2}}}={\frac {26.68\times 10^{16}}{9\times 10^{16}}}={\frac {26.68}{9}}=2.964km}
پس شعاع شوارتزشیلد خورشید برابر است با {\displaystyle r_{s}=2.964km} که به این معنی است که اگر شعاع خورشید را تا این حد فشرده کنیم ، خورشید تبدیل به یک سیاهچاله میشود!

## تعریف افق رویداد در متریک شوارتزشیلد
در متریک شوارتزشیلد افق رویداد منطقه‌ای در اطراف سیاهچاله‌های شوارتزشیلد است که خود جزئی از شعاع شوارتزشیلد است و نور نمی‌تواند از آن بگریزد. اما خواص سیاهچاله‌های شوارتزشیلد به این صورت است که این سیاهچاله بار ندارد و اسپین و چرخش هم ندارند. دو سیاهچالهٔ شوارتز تنها در یک صورت قابل تشخیص از یکدیگر هستند و آن هم جرم‌شان است.
اما باید بدانیم که سیاهچاله‌ها را تنها با راه‌حل‌های شوارتزشیلد توصیف نمی‌کنند.
در سال ۱۹۶۳ زمانی که روی پی کر استرالیایی بروی مسائلی که تا آن زمان برای سیاهچاله کشف نشده بودند کار می‌کرد به‌طور غیرمنتظره به پاسخی رسید که یک سیاهچاله را باتکانه زاویه‌ای یا همان اسپین شرح می داد. همانطور که در سیاهچاله‌های شوارتزشیلد گفته شد، آن‌ها دارای چرخش نیستند ولی سیاهچاله‌های کر چرخش نیز دارند. در این سیاهچاله‌ها ارگوسفر یک شکل غیرعادی دارد و این خاصیت در افق رویداد و قطب‌ها نیز حس می‌شود و معادل شعاع سیاهچاله‌های شوارتزشیلد وابسته به جرم آن کشش دارد.